# Cornelis de Heem
Cornelis de Heem est un peintre néerlandais, né en 1631 (baptisé le 8 avril) à Leyde et mort en 1695 (inhumé le 17 mai) à Anvers.

## Biographie
Il est le fils du célèbre peintre de natures mortes Jan Davidszoon de Heem (1606-1684) et le demi frère de Jan Jansz. de Heem. On connaît très peu de choses de sa vie. Il arrive à Anvers enfant, en 1635 ou 1636, lorsque son père vient s'y installer. Il n'a jamais été inscrit en tant qu'étudiant à la guilde, mais a sans doute été formé dans l'atelier de son père. 
En 1661, il devient membre de la guilde des peintres d’Anvers, et fait un séjour avec son père à Utrecht en 1667.  
On le retrouve à IJsselstein en 1676, mais il a peut-être travaillé à Amsterdam précédemment. Il s'installe ensuite à La Haye de 1676 à 1690, et y devient en décembre 1676 membre de la guilde, et en 1678 membre de la Confrérie Pictura. Il enseigne la peinture à son fils David Cornelisz de Heem. 
Il est installé à Anvers en 1691 et y meurt en 1695. (Willigen / Meijer 2003, page 104)

## Œuvre
- Nature morte de fruits et de fruits de mer, 1659, Huile sur bois, 46,5 x 64,4 cm, musée Fabre, Montpellier
- Nature morte aux fleurs et fruits, 1670, Huile sur toile, 56 × 73 cm, Musée des beaux-arts de Gand[1]
- Guirlande de fruits, huile sur panneau, 35 × 27 cm, Bowes Museum, Barnard Castle, Co Durham[2]

"
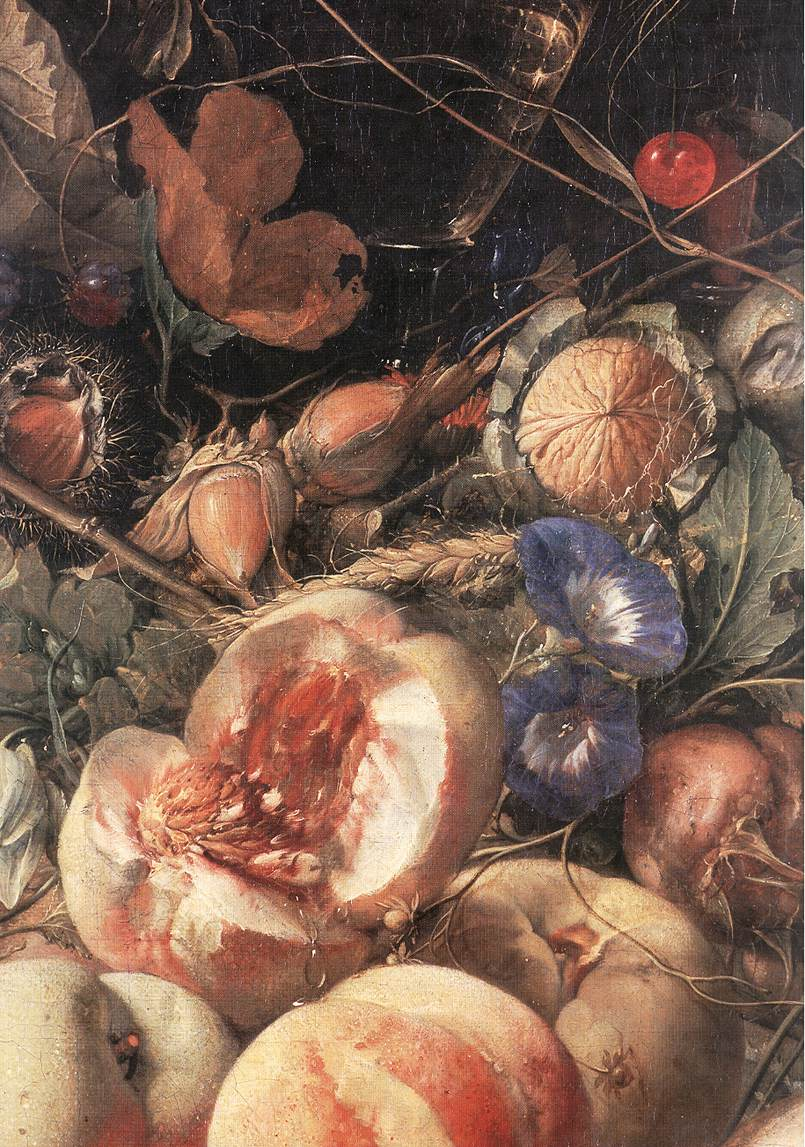
Fleurs et fruits (détail) Musée de Gand
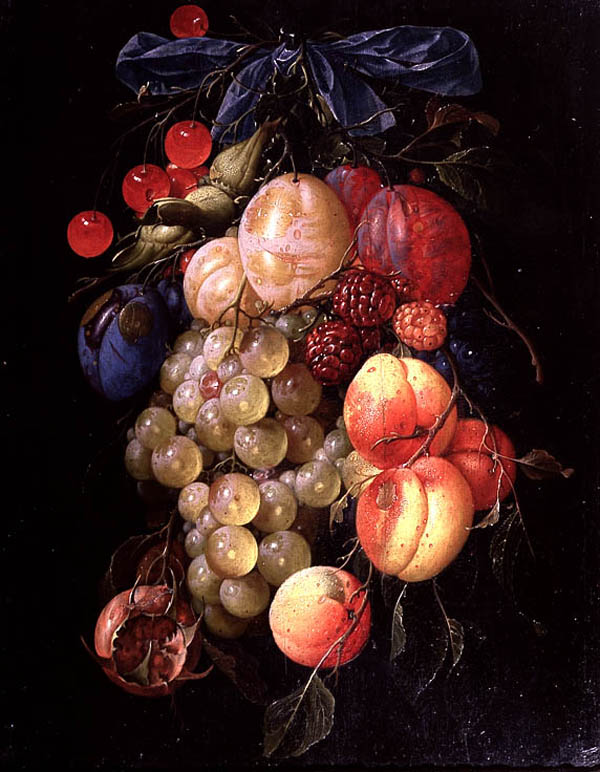
Guirlande de fruits Barnard Castle
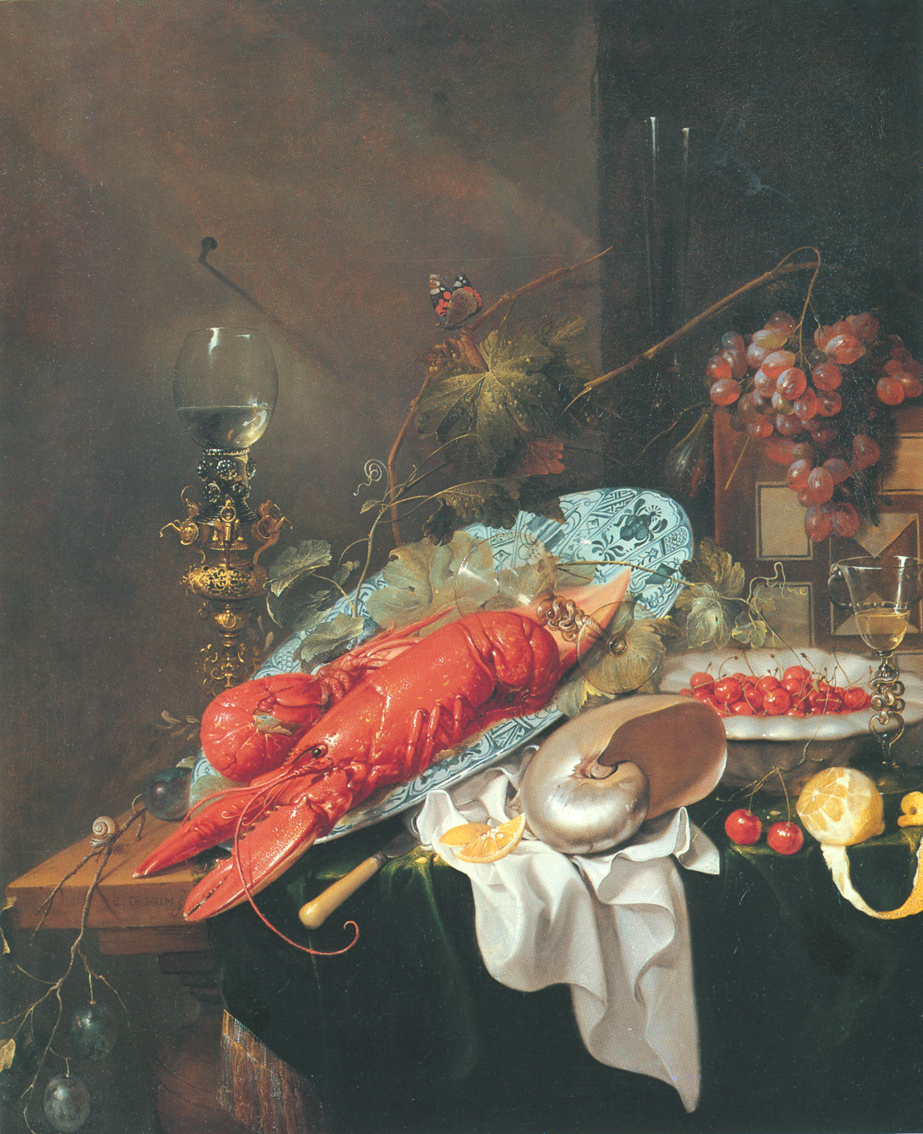
Nature morte aux deux homards, au nautile et aux fruits
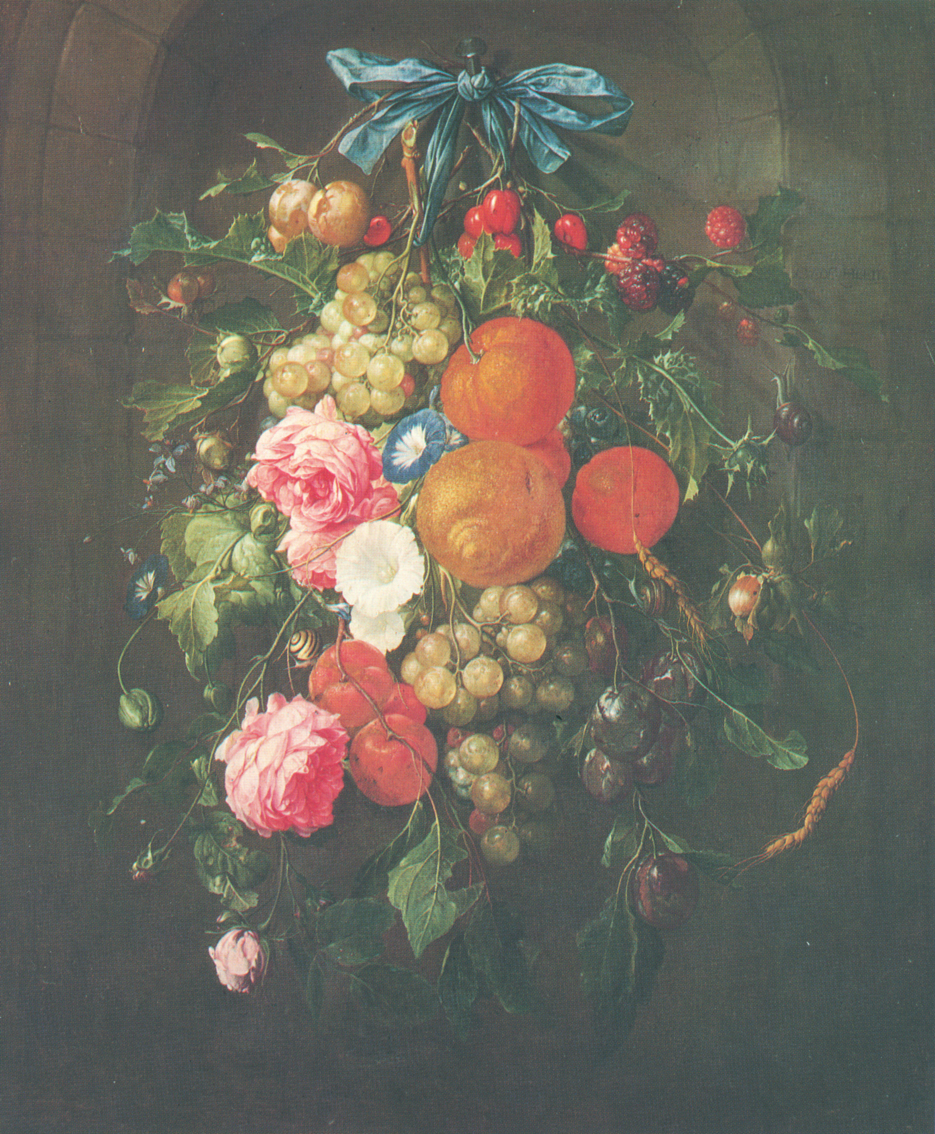
Nature morte aux fleurs
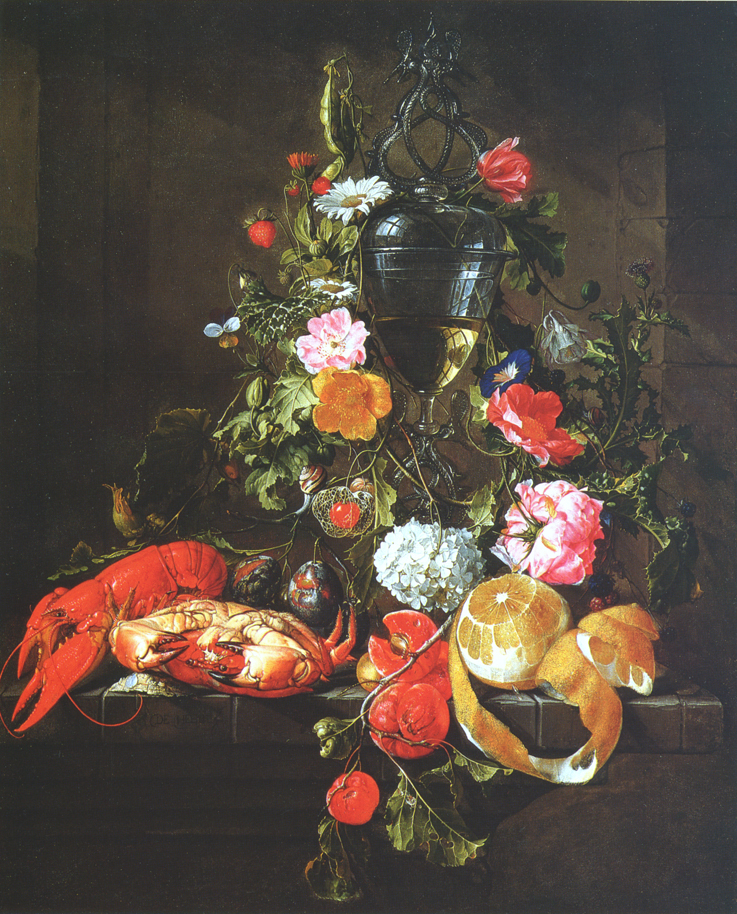
Nature morte aux fleurs, fruits et crustacés